# Dresdensia Dresden
Der Dresdensia SV Dresden war ein deutscher Sportverein aus Dresden, dessen Fußballabteilung zwischen 1910 und 1945 existierte. Heimstätte der Dresdensia war die Ilgenkampfbahn. Bekanntester Spieler der Sachsen war der spätere Nationalspieler und Bundestrainer Helmut Schön, der das Dresdensia-Trikot zwischen 1926 und 1930 trug.

## Fußball
Dresdensia Dresden wurde  im Jahr 1910 als eigenständiger Fußballverein aus dem 1898 gegründeten ATV Dresden herausgelöst. Der Verein agierte anfangs unter der Bezeichnung FC Dresdensia Dresden, später als Dresdensia SV. Dresdensia Dresden stand in der Zeit seines Bestehens deutlich hinter den beiden großen Lokalrivalen Dresdner SC und Guts Muts Dresden. Bis Mitte der 1930er Jahre spielten die Dresdner ausschließlich auf lokaler Ebene Ostsachsens. 1934/35 stieg der Verein in die zweitklassige Fußball-Bezirksklasse Dresden-Bautzen auf und konnte diese auf Anhieb gewinnen. In der damit verbundenen Qualifikation zur Gauliga-Aufstiegsrunde setzten sich die Ostsachsen gegen den Vogtländischen Meister Elsterberger BC durch und stiegen gemeinsam mit dem BC Hartha in die Gauliga Sachsen auf.
Die höchste deutsche Spielklasse erwies sich für Dresden als eine Nummer zu groß. Gegen gestandene Gauligisten wie dem PSV Chemnitz oder Fortuna Leipzig war die Dresdensia chancenlos und stieg mit lediglich drei Saisonpunkten wieder ab. In der Folgezeit scheiterte der Wiederaufstieg des Vereins in Ostsachsen häufig am Riesaer SV und den Sportfreunden Dresden.
Nach der Einstellung des Spielbetriebes in der Saison 1944/45 wurde der Verein im Jahr 1945 aufgelöst. Eine Neugründung fand nach Kriegsende nicht statt.

## Leichtathletik
Die Leichtathleten standen immer im Schatten des erfolgreicheren Lokalrivalen Dresdner SC. Dennoch gibt zwei deutsche Meistertitel zu verzeichnen:
- Albert Tschaber siegte bei der Deutschen Leichtathletik-Meisterschaften 1921 im Waldlauf.
- Dora Müller wurde 1922 Deutsche Meisterin über 100 m.

## Feldhandball
Die Feldhandballabteilung von Dresdensia Dresden gewann 1923 die mitteldeutsche Feldhandballmeisterschaft und qualifizierte sich dadurch für die Deutsche Feldhandball-Meisterschaft 1922/23. Dort schied der Verein nach einer 1:4-Niederlage gegen die SpVgg Fürth im Halbfinale aus.

## Statistik
- Teilnahme Gauliga Sachsen: 1935/36
- Bezirksmeister Dresden: 1935

## Personen
- Helmut Schön